# Leif Eriksson
Leif Eriksson (Köping, 20 marzo 1942) è un ex calciatore svedese, di ruolo attaccante.

## Palmarès

### Club

#### Competizioni nazionali
- Campionato svedese: 2

Djurgården: 1964, 1966